# Elekes

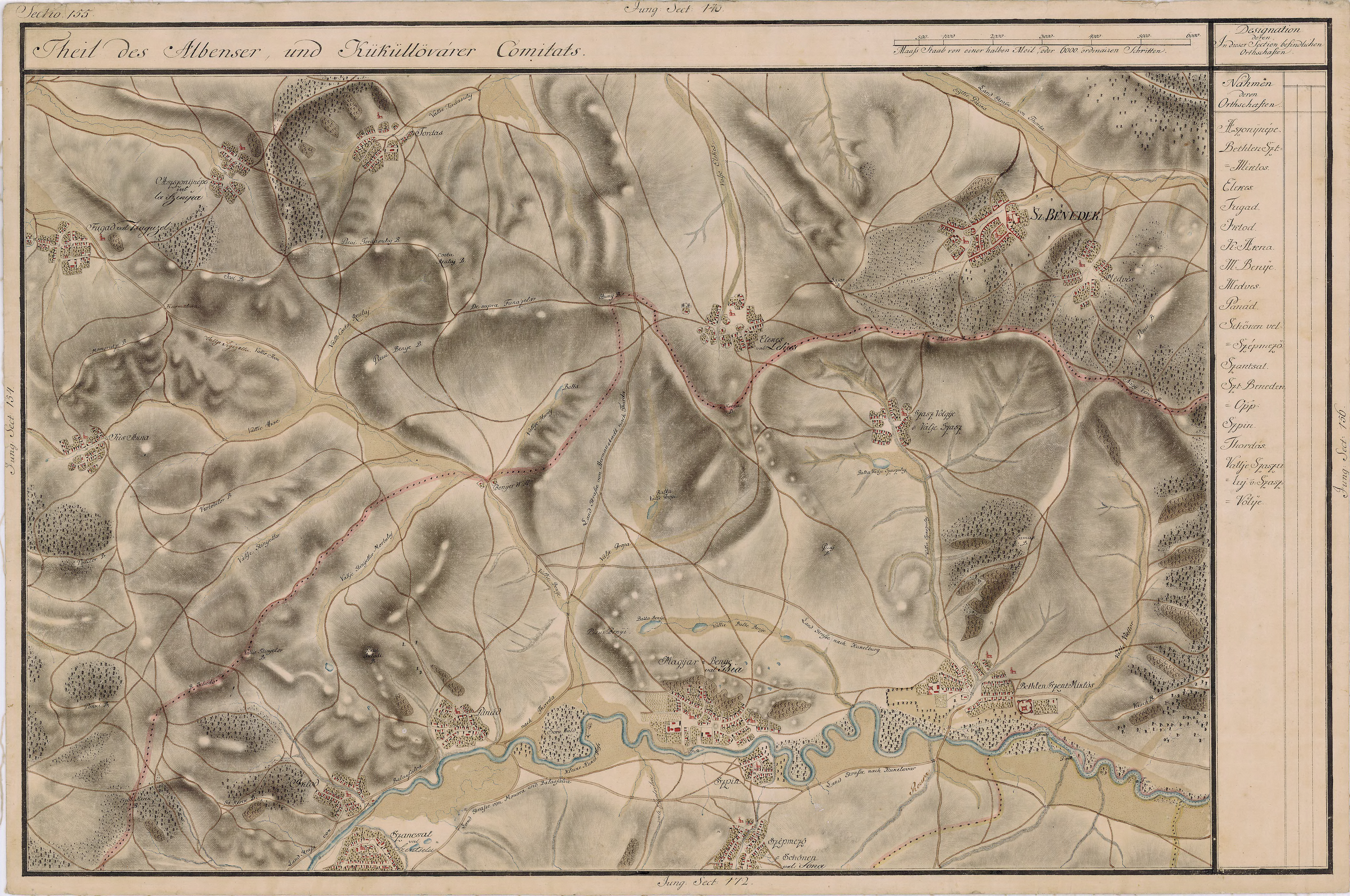
Elekes környéke 1769-1773 között

Elekes (románul: Alecuș, németül: Elkendorf falu Romániában, Fehér megyében.

## Története
A falu területén 600 római kori aranypénzt találtak, amelyek kora Vespasianus uralkodásától Lucius Septimius Severus uralkodásáig datálható.

## Népessége
1850-ben 494 lakosából 485 román, 9 cigány volt. 2002-ben a 171 lakos mind román nemzetiségű és görögkeleti vallású volt.